# Ksar El Bahr
Ksar el Bahr (en arabe: قصر البحر) ou château de la mer est une forteresse édifiée par les Portugais au début du XVIe siècle à Safi au Maroc. Il a été classé comme monument historique par le Dahir du 7 novembre 1922 et ne fut ouvert aux visiteurs comme tel qu’à la fin de 1963,.

## Appellation
Ksar El Bahr est le nom local actuel du fort. Le mot « Ksar » signifie château, et le mot « Bahr » signifie mer.
Cependant, il existe de nombreux noms dans les archives des historiens et des chercheurs. Le premier nom était « Feitora», qui fut le premier noyau sur lequel le fort portugais fut construit en 1516. Après cela, il fut appelé le « Castello Novo » qui signifie « Nouveau Fort »  puis le « Château Portugais ». À l'époque saâdienne, il portait le nom de « Dar Al-Bahr » qui signifie « Maison de la mer » . Ainsi, il fut connu sous ce nom jusqu'en 1919, lorsqu'un article fut publié dans la revue "France-Maroc" par le journaliste et écrivain Jules Boroli dans lequel il s'appelait Ksar El Bahr.
Il est aussi parfois appelé la Kasbah Basse dans quelques livres et publications qui traitent l’histoire de la ville.

## Histoire

### Fin du règne des Mérinides et faiblesses internes
Avec l’assassinat du sultan Abd Al-Haqq, l’année 1465 a vu la fin définitive du règne des mérinides et leur disparition de la scène politique au Maroc. Le pays a vécu après une période difficile avec l’apparition de quelques structures et groupements politiques indépendants.
Bénéficiant de cette faiblesse, les campagnes d'expansion européenne ont commencé. L'expansion portugaise a debuté en 1415 sous le règne de la dynastie des Apish, avec la ville de Ceuta dans le nord du Maroc, puis les opérations se sont poursuivies vers le sud du Maroc, permettant à l'occupation portugaise d’accaparer la plupart des villes côtières surplombant l'océan Atlantique
Durant cette période, au vu de la faiblesse de l'autorité centrale des Wattassides, la ville de Safi connaît un ensemble de bouleversements, à la suite des conflits entre les dirigeants locaux de la région afin de la contrôler.

### Entrée des Portugais et contrôle de la ville
Les Portugais ont décidé d’exploiter cette situation de divisions internes pour concrétiser leurs objectifs coloniaux. Ils ont suivi une politique d’incursion pacifique en essayant d’éviter autant que possible des conflits armés.
À la suite des guerres qui éclataient entre les groupements de la région, les dirigeants portugais ont intervenu militairement sous prétexte de consolider la sécurité locale et d'apaiser ces batailles qui ont eu un impact négatif sur l'essor commercial de la ville.
Les Portugais ont été attirés par l’emplacement stratégique de la ville de Safi, et le boom commercial des activités de son artisanat traditionnel. L’industrie textile, très répandue et bien active dans la ville, rencontrait à l’époque une très forte demande de la part des pays d’Afrique Subsaharienne. À la suite de l’accord conclu en 1488 entre Ahmed bin Ali (le commandant de Safi) et Joao II, de nombreux intermédiaires et commerçants portugais se sont donc installés à Safi pour pénétrer ces activités commerciales, en construisant au fur et à mesure des résidences fortifiées.
Cependant, ces demeures restaient vulnérables aux attaques des Marocains qui montraient leur colère contre les politiques subversives et coloniales des dirigeants portugais. À cause de sa faiblesse et son inefficacité face aux tentatives de la résistance marocaine, qui y faisait des trous pour y pénétrer, les Portugais se trouvaient dans l’obligation d’édifier un nouveau et solide fort sur la côte, afin de pallier efficacement à toute attaque marocaine.

### Construction de la forteresse
Les Portugais ont commencé à construire leur nouvelle forteresse militaire sur la côte de Safi en 1508, et celle-ci n'a été achevée qu'en 1523. Le bâtiment a été construit sur une superficie de 3 900 mètres carrés dans un site stratégique qui permet de surveiller les routes côtières, les activités portuaires, le trafic commercial à Oued Chaâba et Mrissa Lkdima (ancien port)
L’édifice prenait la forme d'une forteresse militaire rectangulaire, avec trois tours, chacune ayant une fonction spécifique. La plus grande tour était utilisée pour stocker des fournitures et des munitions. En plus du quartier général du gouverneur militaire, quelques gardes étaient également placés afin de surveiller les côtés sud et de l'est du fort.
Le fort contenait de nombreuses pièces, couloirs, magasins de céréales et des dépôts d’armes, ainsi que des salles qui ont été utilisées pour incarcérer des prisonniers et de grandes salles où des réunions, des conférences et des consultations militaires étaient organisées. Dans ses hautes murailles, se trouvent des ouvertures qui servaient à l'observation.
Au début, le fort a été nommé Castello Novo par les Portugais. Il a été plus tard appelé le Château de la mer par le voyageur français Jules Boroli, qui a visité la région dans le cadre de ses activités d'exploration avant l'occupation française du Maroc au XXe siècle. Pendant cette période d’occupation, le nom a été repris et utilisé dans les documents servant à classifier l’architecture marocaine.
En février 1924. Ksar El Bahr a été classé comme premier monument archéologique du patrimoine marocain, et en raison de son importance, les autorités françaises ont émis un timbre-poste à son effigie lors de la colonisation du Maroc.
En 1937, l'arc ouest, ainsi qu'une partie des halls, sont tombés dans l'océan après qu'une violente tempête a frappé Safi. Le Département d'État des Beaux-Arts a entrepris un processus de restauration depuis 1954 et le processus s'est poursuivi jusqu'en 1963.
En 1541, période de règne des Saadiens au Maroc, Ksar el Bhar devient rempart de défense de la ville contre les agressions militaires étrangères.
En 1963, après avoir subi des travaux de restauration, le château été ouvert aux visiteurs comme site historique.

## Effondrements initiatives et plans de restauration
À cause des phénomènes naturels, cet édifice glorieux a commencé à sombrer dans la destruction. La falaise qui le supportait était en permanence affectée par des phénomènes géologiques et météorologiques. Le déferlement des vagues, notamment lors des grosses tempêtes hivernales, ébranle souvent les roches qui constituent la base ldu château, provoquant l'effondrement des blocs et créant des grottes et des cavités,.
Le château fait face à 3 dangers principaux d’ordre structurel,:
- Les bases sont menacées par l’effritement de la falaise
- Les structures du château sont souvent secouées par le passage du train (Ce problème peut se résoudre par le transfert du port minier près de l’unité de l’Office Chérifien de Phosphate)
- Les structures de l’ouest et du nord du château font également face au danger de l’humidité qui favorise leur destruction.

Selon Said Chemsi, l'archéologue et auteur de "Forteresse du nouveau Safi", la première crevasse à Ksar El Bahr est apparue en 1937, lorsque l'expansion a provoqué des fissures dans la falaise d'Amouni où le château a été construit. Les ingénieurs de l'époque du protectorat et les archéologues français ont conclu que la construction du quai du Port de Safi en 1930 était la principale cause de ces fissures, en particulier la construction de barrières en béton armé (digues) pour soutenir le port contre les vagues et favoriser les liaisons avec les navires .
D’une façon imprévue, les vagues continues ont frappé les falaises et se sont progressivement érodées.
Afin de mettre fin au danger d'effondrement de ce monument historique, en 2000, les autorités ont commencé à mettre en œuvre une solution, qui consiste à combler les fissures avec du béton armé. Cette décision ne s'est pas avérée être une solution efficace car le problème venait en effet du rocher sur lequel le château a été construit, pas le bâtiment lui-même.
De 1937 à 2017, près de 80 ans, il y a eu plusieurs mouvements de déstabilisation à Ksar El Bhar, qui ont conduit, en 2001 et 2004, à l'effondrement de la muraille du côté ouest du château  qui conservait plusieurs canons.
Ksar El Bahr, qui résiste depuis cinq siècles aux vents, aux tempêtes et aux différents phénomènes naturels, était toujours sous le risque de s'effondrer sous le poids des fortes vagues de la mer, qui, dans son histoire, ont en fait conduit à l'effondrement d'une partie de sa tour sud-ouest. En 2010, les autorités locales ont été obligées de fermer le monument aux visiteurs.
Le ministère de la Culture et de la Communication a présenté la vision du patrimoine 2020 avec une liste de projets programmés dans le cadre de la sauvegarde du patrimoine culturel qui comprend notamment la restauration de Ksar El Bahr.
Face à l'impact grave de l'érosion océanique devenue une menace inéluctable pour « Ksar El Bhar », l'association Hawd Asfi a coopéré avec le Conseil régional de Marrakech-Safi, le Conseil municipal et l'Université du Portugal d'Évora en février 2018 dans l’organisation de rencontres . consacrées à l'étude des options et scénarios possibles pour la protection de ce monument.
En février 2021, le Conseil communal de Safi a approuvé la convention sur la fortification, la restauration, la modernisation et la transformation de la façade maritime « Ksar Bhar » en un centre du patrimoine maritime national,.
Le projet, qui vise à mettre en valeur ce joyau architectural, bénéficiera d'un budget de 134 millions de dirhams, dont 104 millions de dirhams financeront les recherches et les travaux de la fortification de Jorf Amouni, et 3 millions de dirhams seront utilisés pour la recherche, la restauration et la mise à niveau de Ksar El Bahr.
Le financement du projet sera assuré par différents partenaires. Ainsi, le ministère de l'Intérieur assurera un don de 30 millions de DH, tandis que le budget alloué par le ministère de l'Equipement est de 80 millions. Le ministère de la Culture (10 millions de DH), le conseil régional (10 millions de DH) et la Commune de Safi (4 millions de DH) participeront également au financement,.
Selon l'accord, le ministère de l’Equipement sera chargé de mener les études et les travaux de fortification et la protection de la façade maritime de Ksar El Bahr, alors que le ministère de la Culture sera chargé des études et des travaux de restauration de ce site historique et sa transformation en un centre de patrimoine maritime national,.
| Date             | Partie(s) touchée(s)                                             | Cause            |
| ---------------- | ---------------------------------------------------------------- | ---------------- |
| 28 janvier 1937  | Partie Sud (Une partie de la muraille et 2 canons)               | Vagues           |
| 12 décembre 2007 | Une partie du mur de la façade ouest                             | Vagues           |
| 5 février 2010   | La majeure partie de la tour sud-ouest                           | Vagues           |
| 2016             | Partie ouest (des salles qui servaient d'abris pour les soldats) | Vagues           |
| 18 mars 2017     | Différentes parties                                              | Pluies orageuses |

## Architecture
Le Château de la Mer occupe une superficie de 2 300 mètres carrés et est construit sur Jorf Amouni, dans une position avancée par rapport au reste de la falaise. Il s'agit d'un immense bâtiment en maçonnerie. Sa fondation est très peu profonde, ancrée dans ce qu'on appelle le grès des dunes.
La maçonnerie du côté sud n'est pas une continuation de la fondation du château, mais une rénovation aboutie quelques années après sa construction.
Le fort a trois tours dont la plus importante est rectangulaire. Il fut la résidence du commandant de la légion portugaise à Safi au XVIe siècle. Il y a aussi un toit pour le contrôle.
Son intérieur se compose d’un donjon (haute tour carrée), de cellules, d’une grande cour, d’une casemate et d’une rampe. L'ensemble du bâtiment est entouré de murailles robustes construites entièrement en moellon, de 10 à 12 mètres de haut et 3 mètres d'épaisseur.
Ksar El Bahr se distingue par ses portes géantes avec une grande cour intérieure et d'imposants remparts en pierre. Il contient également des emplacements pour fusils et canons en laiton préparés dans le passé pour défendre la ville de Safi contre les attaques des armées et des pirates. Ses hautes tours témoignent des progrès de l'architecture portugaise à l'époque.
Des recherches archéologiques autour du fort en 1963 ont déterminé son style architectural. Il est connu par « l'architecture Manuel » liée au roi Manuel I du Portugal (1469-1521).
La conception de Ksar El Bahr a été planifiée par un architecte portugais nommé Boytac, célèbre pour ses travaux  pour la famille royale. Une inscription avec la première lettre du nom de cet ingénieur a été trouvée sur l'un des étages de la tour d'entrée du château.

## Situation
L’édifice est proche de Dar Soltane (La Kasbah El Allia), une citadelle construite à l’époque des almohades qui avait une fonction militaire, et qui sera transformée pendant l’occupation portugaise pour devenir une caserne avec seulement 2 tours au lieu de 4 auparavant.

## Tourisme
Ksar El Bahr est une solide forteresse qui marque depuis sa construction encore le paysage côtier de Safi et de tout le pays. Il est un endroit incontournable pour chaque visiteur de la ville.
Ksar el-Bahr permet de profiter de la magnifique vue sur la mer. Pour y accéder, il faut passer par un passage souterrain. Cet endroit est souvent embaumé par un air frais et les vagues frappant la muraille en hauteur laissent de beaux souvenirs. Du fort, on peut également avoir une belle vue sur toute la Médina.
La silhouette intimidante de Kechla et l'eau de l'Atlantique frappant ses murs : c'est l'un des nombreux tableaux qui peuvent être admirées dans la ville de Safi. Pendant cinq siècles, cette forteresse a été une sentinelle sur la côte. Ses hautes tours déchiquetées offrent une vue imprenable sur les environs. C'est l'occasion d'apprécier le bord de mer et la vie trépidante et animée de cette capitale provinciale.

## Sites connexes à Safi

### Dar Soltane
Une citadelle médiévale située à Safi, au Maroc. Elle est classée monument historique et abrite actuellement le musée national marocain de la Céramique et une exposition permanente. Après avoir été construite par les Almohades (XIIe – XIIIe siècles), les Portugais l’ont occupée entre 1508 et 1541. Pendant sa reprise par les Saadiens, la citadelle fut équipée de plusieurs canons hollandais et espagnols. Au XVIIIe siècle, en 1762, le prince alaouite Moulay Hicham y fit construire sa résidence. Pendant le protectorat français, la citadelle servait de bureau du contrôleur civil au nom du bureau arabe. Depuis 1991, elle abritait le musée national de la Céramique. En 2014, à la suite de sa dégradation, la Fondation nationale des musées (FNM) a décidé de déplacer le musée à la Cité des Arts.

### La cathédrale portugaise
Cet édifice fut construit par l’occupation portugaise en 1519 dans le style architectural emmanuelin, au cœur de l'ancienne médina au même endroit de l'ancienne mosquée Almohade. Elle se situe précisément à Derb El Kaouss. En quittant la ville de Safi en 1541, le roi Emmanuel donne l'ordre de sa destruction. Cependant, une chapelle et un chœur ont été préservées.

### La colline des potiers
Situé au nord de Safi, plus précisément l'ancienne médina entre deux murs historiques : l'un construit par les Almohades au XIIIe siècle, l'autre par les Portugais au début du XVIe siècle. Cette colline est organisée comme une "ruche". Le site a permis à cette industrie de perdurer pendant de nombreuses années en rassemblant des studios dédiés à la poterie dans un même espace. Elle rassemble plus de 500 potiers et artisans, répartis dans plus de 40 ateliers, équipés de 50 fours traditionnels et 28 fours à gaz.
La colline des potiers propose une belle séquence dans laquelle les acteurs sont des artisans. Ils participent à un véritable jeu répétitif de traitement et de modelage de la terre à travers des gestes synchronisés, avec souplesse et raffinement.

### Kasbah Ben Hamidouche
Se trouvant à 76 km au sud de Safi, la Kasbah Ben Hamidouche constitue une grande et haute forteresse qui a été construite pendant le règne du Sultan Moulay Ismail (1672 – 1727).
Les 4 côtés de la Kasbah ont une même longueur de 150 mètres. À l’intérieur, une mosquée et plusieurs bâtiments ayant des fonctions diverses ainsi qu’une autre enceinte entourée d’un large fossé sont édifiées.